# 体育西路駅
体育西路駅（たいいくせいろ-えき）は、中華人民共和国広東省広州市天河区に位置する広州地下鉄1号線と3号線の駅である。

## 利用可能な鉄道路線
広州地下鉄
■1号線
■3号線

## 駅構造
体育西路駅は地下三層からなり、地下一階がコンコース、地下二階が1号線のホーム階、地下三階が3号線のホーム階である。
1号線は島式ホーム1面2線で、天河南一路の地下にある。
3号線は島式ホーム2面3線で、体育西路の地下にある。西側の線路（3号のりば）は海傍行きの他、平日朝ラッシュ時は大石行き区間列車が発車する。東側の線路（4号のりば）は天河バスターミナル行きの他、海傍方面から直通する機場北行きが発車する。中央の線路（5号のりばと6号のりば）は機場北 - 体育西路間の系統が折返し運転を行う。中央の線路はホームが両側にあり、列車は両側のドアを同時に開閉するため、海傍行きと天河バスターミナル行きの双方に対面乗り換えが可能である。
この他、中央の線路の南側に留置線がある。本線と支線は当駅の北側で分岐するが、支線（天河バスターミナル方向）から中央の線路に直接進入することはできない。3号線のホームは乗降客が過大であり、警備員がホームの状況を確認するために、3号線の各ホームに警備員の監視台が設置されている。

### のりば
| 地面         | 出入口                      | 安全検査設備（A口）                                                                  |  |
| 地下1階      | 共通コンコース ■1号線■3号線 | 改札口、自動券売機、サービスセンター、駅商店、フライト情報板、駅警備室、セキュリティ |  |
| 地下2階      | 連絡通路（北）              | コンコースと3号線ホームを連絡、駅設備                                                |  |
|              | 2番線                       | 1号線 楊箕へ（西塱方面）                                                             |  |
|              | 島式ホーム、左側の扉が開く  |                                                                                      |  |
|              | 1番線                       | 1号線 体育中心へ（広州東駅方面）                                                     |  |
|              | 連絡通路（南）              | コンコースと3号線ホームを連絡、駅設備                                                |  |
| 地下3階      |                             | 3号線 珠江新城へ（海傍方面）                                                         |  |
|              | 3番線 5番線                 | 島式ホーム、左側の扉が開く                                                           |  |
|              |                             | 3号線 林和西へ（機場北方面）                                                         |  |
|              | 6番線 4番線                 | \| 島式ホーム、 \| 右側の扉が開く \| \| 島式ホーム、 \| 左側の扉が開く \|            |  |
|              |                             | 3号線 林和西/石牌橋へ（機場北/天河バスターミナル方面）                               |  |
| 島式ホーム、 | 右側の扉が開く              |                                                                                      |  |
| 島式ホーム、 | 左側の扉が開く              |                                                                                      |  |

## 利用状況
2018年の一日平均乗車人員は549,500人であり、広州地下鉄で最も利用客数が多い駅である。この値は乗換人員を含めた乗車人員であるが、乗車人員は東京の高田馬場駅より多く、大手町駅に匹敵する。
体育西路駅は1号線、3号線と3号線支線の重要な乗換駅であり、毎日の朝夕ラッシュ時は大勢の乗換客が利用する。なおかつ、体育西路駅は天河城を中心とした「天河路商圏」にあり、付近は六運小区、育蕾小区等の住宅地のほか、多くのオフィスビルが立ち並ぶ。また、周辺のショッピングセンターと地下街が駅に接続しており、終日にわたって大量の乗客が当駅を利用する。コンコースとホームは朝から晩まで混み合うが、ピーク時や休日は更に混み合い、広州地下鉄の駅で最も混雑する駅である。
ラッシュ時は当駅で乗換える際に列車を2本以上見送ることが常態化しており、3号線の状況は特に深刻である。駅は毎日入場規制を実施する必要に迫られている。

## 駅周辺
現時点で、体育西路駅は7箇所の出入口があり、1号線と3号線のコンコースにそれぞれ分布している。E出入口は天河又一城の地下街、C出入口は天河城にあるイオン天河城店に直結する。
- 広州市天栄中学
- 広州購書中心
- 天河新界
- 天河城
  - イオン天河城店
- 広百百貨天河中怡店
- 中国人寿保険広州支社
- 天環広場
- 中国郵政儲蓄銀行広東支店
- 天河体育中心
- BRT体育中心駅
- 体育西路バスターミナル
- 広州第十二人民医院
- 広州市税務局
- 広東省工商行政管理局
- 広州市工商行政管理局

## 歴史
- 1999年6月28日 1号線の駅として開業[2]。
- 2005年12月26日 3号線開業。乗り換え駅となる。
- 2006年12月30日 3号線支線開業。中央のホームを供用開始。

## 隣の駅
広州地下鉄
■1号線
楊箕駅 113 - 体育西路駅 114 - 体育中心駅 115
■3号線本線
珠江新城駅 310 - 体育西路駅 311 - 林和西駅 317
■3号線支線
体育西路駅 311 - 石牌橋駅 312